# 오르페우스교

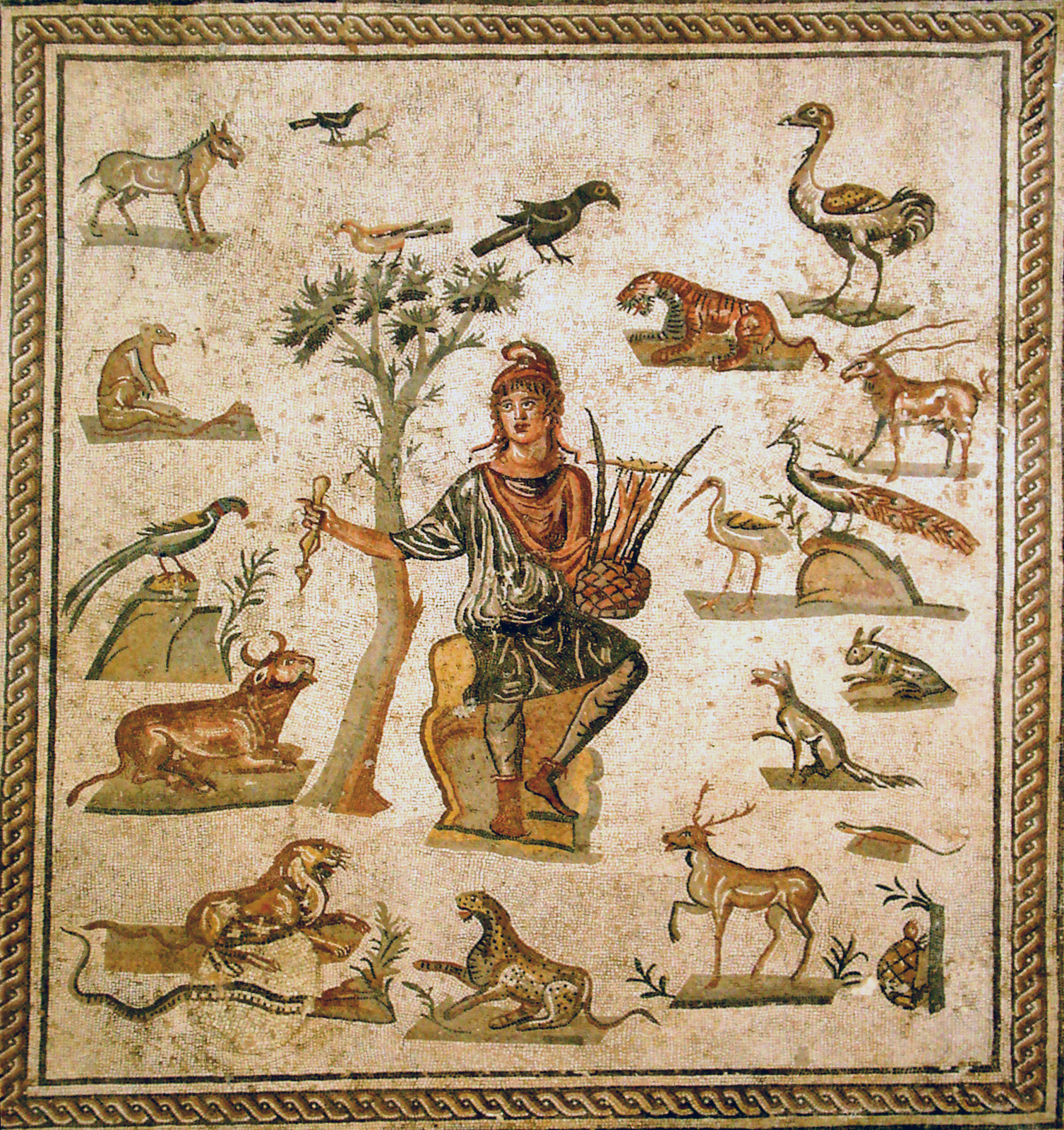
오르페우스교의 모자이크

오르페우스교(Orphism, Orphicism)는 고대 그리스 세계의 밀교다. 기원전 8세기에서 5세기 경에 오르페우스의 가르침을 포교하는 사제들이 그리스 각지를 다녔다 한다. 오르페우스교는 교리에서 육신의 죽음 이후  보상과 벌칙을 강조했고, 이 보상과 벌칙을  받은 뒤에 인간의 영혼은 해방된다고 보았다.

## 개요
명계(하데스)를 왕래한 전설적인 시인 오르페우스를 개조로 보고 있다. 또, 겨울마다 명계에 내려 봄이 되면 지상으로 돌아오는 페르세포네, 같은 명계를 왕래한 디오니소스 혹은 바쿠스도 숭배되었다. 그 역사적 기원은 기원전 6세기, 또는, 적어도 기원전 5세기까지 거슬러 올라갈 수 있을지도 모른다.
엘레우시스 신비 가르침과 같이, 오르페우스교는 내세의 우위를 약속했다.

### 특색
일반적인 고대 그리스 종교와 비교해, 오르페우스교의 특징으로 여겨지는 점은 이하와 같다.
- 인간의 영혼은 신성 및 불사성을 가짐에도 불구하고, 윤회전생(슬픔의 고리)에 의해 육체적 삶을 반복하는 운명을 지고 있다는 교의.
- 「슬픔의 고리」로부터의 최종적인 해탈, 그리고 신들과의 교감을 목적으로 하고, 비의적인 통과의례(입신의식) 및 금욕적 도덕률을 정하고 있던 점.
- 생전에 범한 특정의 죄에 대해, 사후의 벌칙을 경고한 점.
- 교의가 신과 인류의 기원에 관한 신성한 서적에 근거하고 있는 점.

## 전거
그리스의 일반인 혹은 그리스 신화는 사후의 세계에 대한 흥미를 그만큼 나타내 보이지 않았다. 이 점에서 오르페우스교는 특수하고, 그 때문에 연구자 사이에선 사후에 대한 언급을 오르페우스교의 영향으로 돌리는 경향이 존재했다. 그러나 오르페우스의 것으로 여겨지는 서적이나 교의는 빠르게는 헤로도토스, 에우리피데스, 플라톤 등의 언급에 의해 확인되지만, 확실한 교단으로서 언급되는 것은 비교적 후대가 된다. 이러한 극단적인 회의론을 취하는 연구자는 적고, 또 근년의 데르베니 파피루스나 황금판 등의 발견에 의해 회의론은 얼마인가 기세가 약해졌지만, 어느 시대부터, 어느 정도의 영향력을 가지고 있었는지에 대해서는 연구자의 사이에 의견 일치는 존재하지 않는다.

## 신화
오르페우스에 의한 것으로 여겨지는 신화는 헤시오도스의 「신통기」에 모범된 계보적인 신화시에서 말해진 것이다. 이 신화는 근동 제국의 신화의 영향을 받았을 가능성도 있다. 오르페우스교에 특징적인 인간의 본질의 기원을 말하는 이야기는 아래와 같다.
제우스와 페르세포네의 아들이며 자그레우스의 영혼의 현신인 디오니소스는 티탄족에 의해 살해되어 그 몸을 데쳐졌다. 하지만 헤르메스가 자그레우스의 심장을 빼앗아 돌려주고, 화난 제우스가 티탄족에 번개를 퍼부었다. 그 결과 디오니소스 몸의 재와 티탄 몸의 재가 서로 섞여 그 재로부터 죄 깊은 '인류'가 태어났다. 이로 인해 디오니소스적 요소로부터 발하는 영혼이 신성을 가지는 것에도 불구하고, 티탄적 소질로부터 발한 육체가 영혼을 구속하게 되었다. 즉 인간의 영혼은 '재생의 윤회(인과응보의 바퀴)'에 묶인 인생으로 반복해 되돌려진다.
디오니소스의 심장은 한때 제우스의 다리에 꿰매였다. 그 후 제우스는 죽음을 면할 수 없는 인간 여성인 세멜레의 모태에 다시 태어난 디오니소스를 임신시켰다. 이 이야기와 관련된 많은 상세 내용이 아래 고전 문헌에서 산발적으로 인용 언급되고 있다.
- 『프로트고노스 신통기』(약 기원전 500년 경 성립. 흩어짐). 데르베니 파피루스에 그 영향을 찾을 수 있다.
- 『에우데모스 신통기』（기원전 5세기에 성립. 흩어짐). 바쿠스 신앙 및 크레이테스 신앙을 혼합한 문헌.
- 『랩소디즈(Rhapsodic Theogony)』（헬레니즘 시대에 성립. 그 이전의 시편도 수록. 흩어짐). 후세의 신플라톤주의의 학자에 의한 개요를 통해 알려진다.
- 오르페우스 찬가. 후기 헬레니즘 시대 혹은 초기 로마 제국 시대의 작품보다 짧은 6보격의 시 87편.

## 종말론
근년 발견된 황금판이나 뼈로 만든 정제에 기록된 비문으로부터 디오니소스의 죽음과 소생에 관련된 오르페우스 신화와 내세의 축복으로의 신앙과의 관련성이 읽어내진다. 오르비아에서 발견된 뼈로 만든 정제(기원전 5세기)에는, 이하와 같이 짧게 수수께끼에 쌓인 명문이 새겨지고 있다.「삶, 죽음, 삶, 진실, 디오(니소스), 오르페우스」. 이 뼈로 만든 정제의 용도는 아직 해명되어 있지 않다.
트리오이 (테리, Thurii), 힙포니움(현재의 비보 바렌트아), 테살리아 및 크레타섬의 분묘로부터 발견된 황금판(최고의 것은 기원전 4 세기)에는, 이하와 같은 사망자에게의 가르침이 기록되고 있다.
명계에 내렸을 때 레테의 물(망각)이 아닌 므네모시네의 샘의 물(기억)을 마시도록 조심하지 않으면 안 된다. 그리고 지키는 사람에게 다음과 같이 고하지 않으면 안 된다. 「나는 대지와 밤하늘의 아들입니다. 목이 마르므로 므네모시네의 샘에서 무언가 마실 것을 제게 주세요.」
그리고 다른 황금판에는 이렇게 쓰여져 있다.
지금 당신은 죽었다. 그리고 세 번 축복받은 오늘 탄생했다. 페르세포네에 고해라. 바야흐로 바쿠스 스스로가 당신을 구제했다고.

## 피타고라스 교단과의 관련
오르페우스교의 교의 및 의례에는, 피타고라스 교단과의 유사점을 볼 수 있다. 그러나, 한편이 이제 한편에 얼마나의 영향을 주었는지를 단언하려면, 사료는 아직도 적다.

## 관련 문헌
- Albinus, Lars. 2000. The House of Hades. Aarhus.
- Betegh, Guthrie. 2006. The Derveni Papyrus. Cosmology, Theology and Interpretation. Cambridge.
- Burkert, Walter. 2004. Babylon, Memphis, Persepolis: Eastern Contexts of Greek Culture. Cambridge, MA.
- Graf, Fritz. 1974. Eleusis und die orphische Dichtung Athens. Berlin, New York
- Guthrie, W. K. C. 1952. Orpheus and Greek religion. London.
- Pugliese Carratelli, Giovanni. 2001. Le lamine doro orfiche. Milano.
- West, Martin L. 1983. Orphic Poems. Oxford.
- Parker, Robert. 1995. "Early Orphism". In The Greek World, Anton Powell (ed.).